# Massa (Maratea)
Massa è la più popolosa frazione comunale marateota, in provincia di Potenza.

## Geografia fisica
Massa si trova a 5 km (in linea d'aria) a sud del capoluogo comunale, poco distante da Brefaro, in una piccola valle situata tra il monte Rotonda (alto 852 m), il monte detto Capo Iannuzzo (alto 526 m) e il monte Futinone (alto 429 m). Alcuni versanti di queste montagne sono ricoperte da boschi, altri sono dediti a pascoli. Dato interessante è che Massa dista solo, in linea d'aria, 2,4 km dal mare e 3 km (sempre in linea d'aria) da Marina.

## Storia
Sebbene nella zona di Massa siano stati ritrovati reperti archeologici databili al IV secolo a.C., l'abitato moderno trae origini da frequentazioni contadine medioevali, teoria suggerita dallo stesso nome della frazione, che richiama un luogo di poderi e masserie. Nel tardo XIX secolo vi fu costruita una cappella dedicata alla Madonna del Carmine, e nel 1947 vi fu portata la linea elettrica.

## Monumenti e luoghi d'interesse

### Architetture religiose

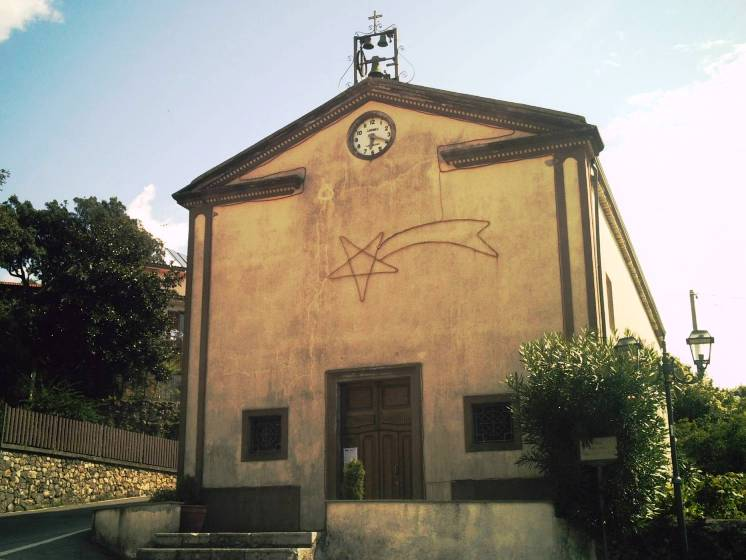
La chiesa del Carmine a Massa.

A Massa sono presenti la  chiesa e la cappella della Madonna del Carmine.
Il cimitero della frazione, di cui usufruiscono anche le frazioni Brefaro e Santa Caterina, si trova a circa 3 km.

## Società

### Cucina
A Massa si producono formaggio e mozzarelle fatte in casa chiamate, in dialetto marateota, squachiamaddùni.

## Geografia antropica

### Urbanistica
L'abitato di Massa è il più popoloso tra quelli delle frazioni di Maratea.
Intorno al nucleo centrale, detto Piano (o Pianetto), si sviluppano, a nord i rioni Pizzarrone (intorno all'omonima sorgente), Prato, Arena e Piedi la Scala.
Ad ovest, dove si innesta la strada che porta nella vicina Brefaro, ci sono i rioni Sant'Agata e Boccacanina, sovrastanti quelli della Varacìa e Timpone.
All'estremità meridionale della frazione c'è Piano dell'Orco, che si apre su una zona pianeggiante.
Ancora più a sud si trova l'antico borgo della Gangema, oggi disabitato e abbandonato.

## Infrastrutture e trasporti
L'abitato di Massa è interessato dalla strada provinciale SP 103, che la collega alla frazione Santa Caterina e al capoluogo comunale.